# Uno von Troil
Uno von Troil, född 24 februari 1746 i Stockholm, död 27 juli 1803 vid Sätra brunn, var en svensk kyrkoman, ärkebiskop 1786–1803.

## Biografi
Uno von Troil föddes som Uno Troilius och var tredje barnet till dåvarande hovpredikanten Samuel Troilius, senare biskop i Västerås stift och sist ärkebiskop, och faderns första hustru, brukspatrondottern från Vikmanshyttan Anna Elisabeth Angerstein. Han fick fyra helsyskon innan modern avled 1750. Fadern gifte om sig året därpå med den adliga Brita Silfverstolpe, och Uno fick ytterligare sex syskon i det äktenskapet. Han och hans syskon adlades den 9 november 1756 för faderns förtjänster med namnet von Troil, men Uno och hans bröder introducerades först år 1776.
Uno von Troil blev student vid Uppsala universitet 1757, filosofie magister primus 1770, prästvigdes i Västerås 1773 och blev regementspastor samma år. von Troil blev ordinarie hovpredikant 1775, överhovpredikant 1777, pastor primarius 1778, biskop i Linköping 1780 och slutligen ärkebiskop 1786. Han utnämndes till teologie doktor 1779.
Under sin studietid i Uppsala synes von Troil ha tagit starkast intryck av Johan Ihre, som han disputerade för 1769. von Troil hade emellertid, dessutom i närvaro av hela hovet, redan 1767 disputerat på ämnet: "om menniskorne kunnat vara lycklige utan konster och vetenskaper" för professor Carl Fredrik Georgii i historia. Där framlade han så starka uttryck för liberala tankesätt, att drottningen retade upp sig, men han ansågs redan då vara en av sin generations kunnigaste och lärdaste män.
Omedelbart efter sin examen 1770 företog han en vidsträckt utländsk resa, under vilken han besökte en stor mängd högskolor och stiftade bekantskap med dåtidens lärda män. Särskilt dröjde han i Göttingen, där han studerade under Michaelis, Köhler, Walch och Hamberger. Från Tyskland fortsatte han till Frankrike, där han trädde i förbindelse med upplysningstidens främsta män, Rousseau, Denis Diderot och Jean d'Alembert.
Under sin vistelse i London beslöt han att i sällskap med sir Joseph Banks och sin berömde landsman Solander att företa en resa till Island. Denna skildrade han sedan mästerligt i Bref rörande en resa till Island (1777, också utgiven i tyska, engelska och franska upplagor). Den utförliga journal som von Troil förde under sin utrikes resa förvaras i Uppsala universitetsbibliotek.
Vid hemkomsten valde han den prästerliga banan, och gjorde där en sällsynt snabb karriär. Förklaringen till det är att söka i att Gustav III hade en förkärlek för upplysta prelater med starkt intresse för andlig odling och att han gynnade adliga vid befordran inom kyrkan.
Man gör dock von Troil orätt om man anser honom vara en servil lycksökare utan intresse för de kyrkliga uppgifterna. Han hade tagit starka intryck av tidsandan men saknade ingalunda personlig religion. Dock var hans intressen ursprungligen mera lärda och allmänt humanistiska.
På grund av sin ämbetsställning deltog Troil i det politiska livet som en man i främsta ledet. Han började som varm anhängare till Gustav III, och kungen hade i honom en skicklig förespråkare vid 1786 års riksdag, då han i ärkebiskop Mennanders frånvaro fungerade som prästeståndets talman, en omständighet som utan tvivel bidrog till hans utnämning till ärkebiskop samma år.  Han var 1781 preses i Samfundet Pro Fide et Christianismo. Den 20 mars 1786 blev Troil hedersledamot av Kungliga Vitterhets Historie och Antikvitets Akademien.
Rojalist var han 1789, men som adelsman delade han dock de adliga farhågorna och sympatierna och ägde ej heller sitt stånds fulla förtroende. Förgäves sökte kungen övertala honom att stödja genomförandet av den så kallade Förenings- och säkerhetsakten. Han begärde dock, och fick kungens tillstånd, att vid det avgörande ögonblicket anmäla sig sjuk, och J.A. Lindblom trädde i hans ställe. Så skedde också vid aktens undertecknande. Efteråt gjorde han fåfänga försök att återfå den forna kungliga gunsten. Han var emellertid närvarande vid Gustav III:s dödsbädd och höll sedermera likpredikan över honom. I egenskap av ärkebiskop vigde han och krönte Gustav IV Adolf och Fredrika av Baden, samt döpte deras tre första barn, kronprins Gustav, prinsessan Sofia och storfursten av Finland Karl Gustav.

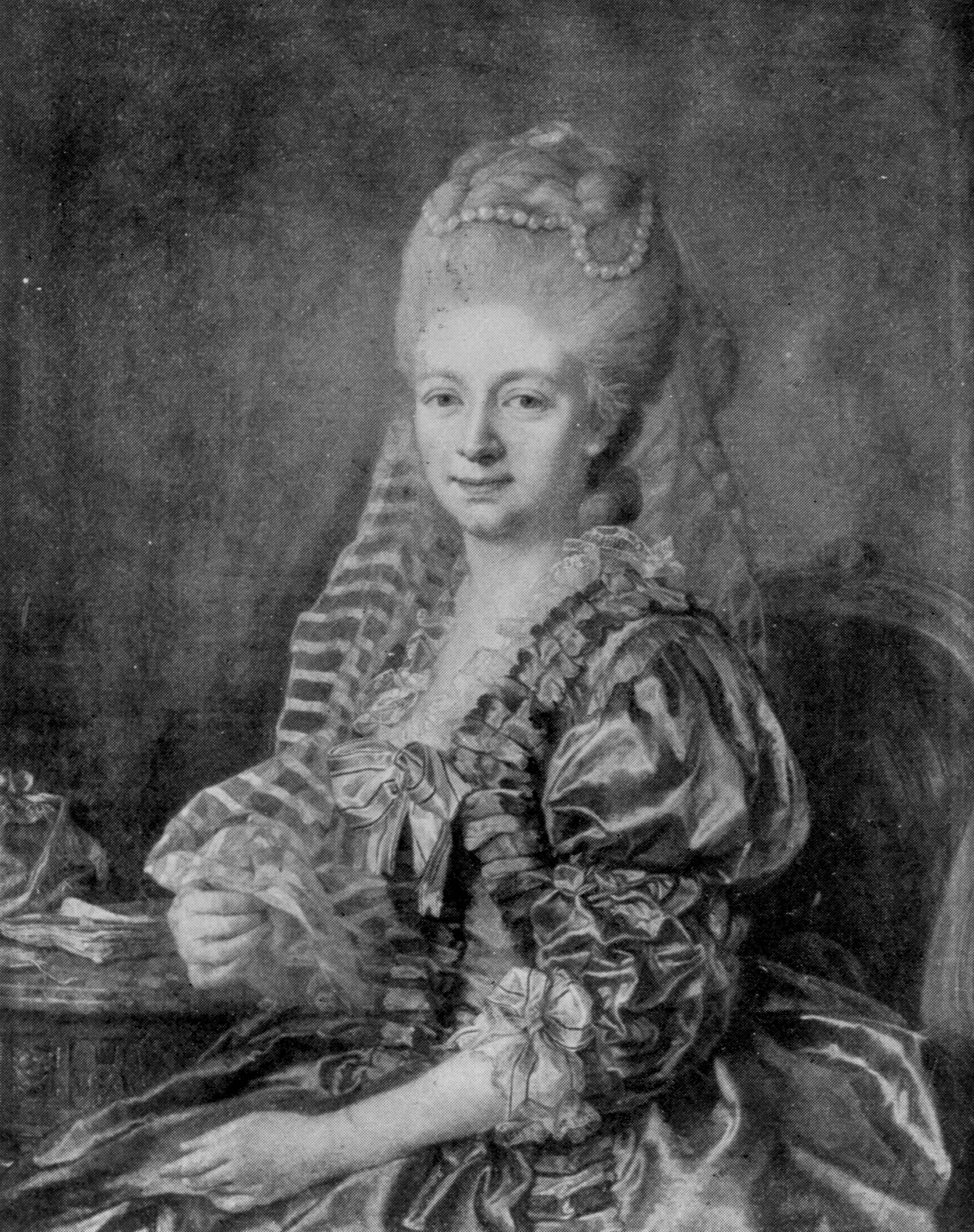
Ärkebiskopinnan Magdalena von Troil (1753–1794). Målning av Lorens Pasch d.y..

von Troil gifte sig 1776 med Magdalena ("Lona") Elisabet Tersmeden (1753–1794), dotter till assessorn Jacob Tersmeden d.y. och Magdalena Elisabet "Lona Lisa", född Söderhielm. De fick tio barn.

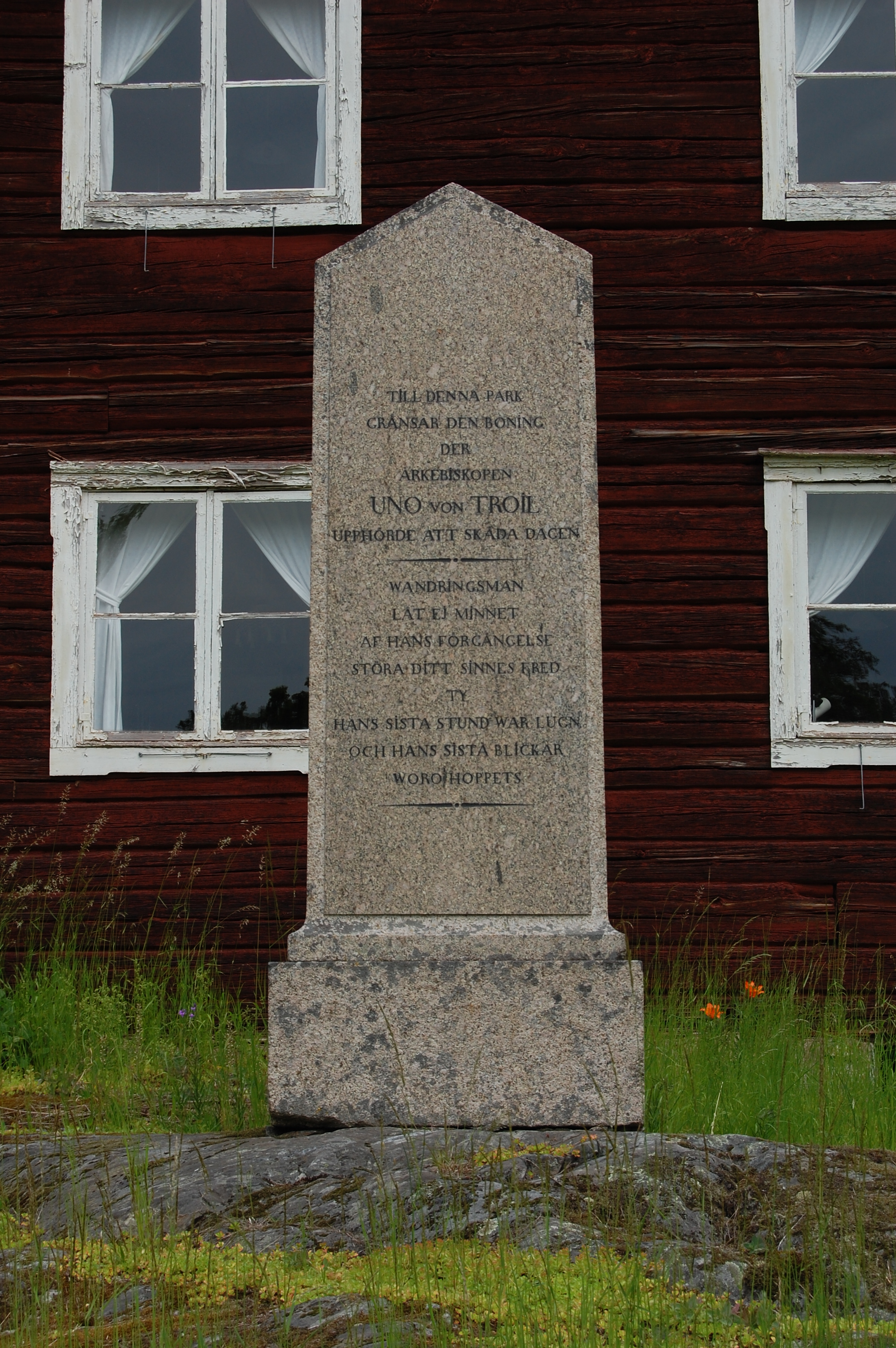
Minnessten för Uno von Troil på Sätra brunn (kurort), belägen bakom Nybygget, med texten "Till denna park gränsar den boning der ärkebiskopen Uno von Troil upphörde att skåda dagen. Wandringsman, låt ej minnet av hans förgängelse störa ditt sinnes fred ty hans sista stund war lugn och hans sista blickar woro hoppets"

Han ligger begravd på Uppsala gamla kyrkogård.

## Skrifter och ämbetsgärning
Som stiftschef visade Troil stor duglighet. Vid prästmötet i Linköping 1784 genomfördes konfirmationen. Vid visitationerna i ärkestiftet ägnade han stor och välbehövlig uppmärksamhet åt de ekonomiska angelägenheterna och lyckades införa ordning och reda. Fattigvården och undervisningsväsendet låg honom också om hjärtat.
För förmyndarregeringens och Gustav IV Adolfs reaktionära kyrkopolitik beträffande prästerskapets ortodoxi föll han i någon mån undan. För lösningen av tidens allmänkyrkliga frågor var von Troil livligt verksam. Han ledde som preses förhandlingarna vid jubileumsfesten 1793, utfärdade program vid dess öppnande samt framställde egna och andras önskemål rörande ny bibelöversättning och nya församlingsböcker. Bibelöversättningen i sig själv synes dock inte ha intresserat honom. Så mycket mera arbete nedlade han emellertid på psalmbokens och kyrkohandbokens förbättring.
1793 utkom Förslag till kyrkosånger för Svenska församlingen, vanligen kallad Uppsala profana psalmbok, eftersom Uppsala domkapitel enligt uppdrag utgett densamma, eller Troilska profana psalmboken, därför att Troil hade största förtjänsten av att den blev färdigställd.
Behandlingen av de gamla psalmerna var anmärkningsvärt pietetsfull. Dock rensades språket från "orientaliska" (bibliska) uttryck och fick en mer abstrakt filosofisk prägel. I en del av de nya psalmerna framträdde den neologiska tendensen mera påtagligt, en moderat neologi i Gellerts och Spaldings anda. Psalmboksfrågan fördes dock ej genom det Troilska förslaget nämnvärt fram mot sin lösning.
Större insats gjorde Troil genom Förslag till en ny kyrkohandbok (1793). Ganska skonsamt hade Troil här gått fram. De gamla ritualen var i huvudsak bibehållen. Men han hade "sökt mildra ordasätten och lämpa språket efter som tiden nu kräfver". Alla främmande ord, såsom halleluja, hosianna, var uteslutna. Nytt var kapitlet om skriftermål. Nytt var också konfirmationsritualen.
Det är Troils förtjänst att den liturgiska traditionen i Sverige blev mera obruten än i andra kyrkor under upplysningstiden.

## Utmärkelser
- Hedersledamot av Västmanlands-Dala nation vid Uppsala universitet[3]
- Kommendör med stora korset av Nordstjärneorden[4]

### Övriga källor
- Gabriel Anrep, Svenska adelns Ättar-taflor
- Oxenstierna, Johan Gabriel, Ljuva ungdomstid : Dagbok 1766–1768, övers. från franska av Inga Estrabaut, Uppsala : Bokgillets förlag, 1965
- Troil, 1. Uno von i Nordisk familjebok (andra upplagan, 1919)
- Gunnar Granberg, "Uno von Troil (1746–1803), lärd naturvetenskapsman och ärkebiskop." Stiftshistoria och prästhistoria. Kyrkohistoriska studier till minnet av Ragnar Norrman. (Skrifter utgivna av Svenska kyrkohistoriska föreningen II:78.) 2021, s. 80–89.